# Yōko Matsugane
Yōko Matsugane (松金 洋子, Matsugane Yōko), (nacida el 26 de mayo de 1982) es una gravure japonesa o Idol Gravure (アイドル, aidoru) de la Prefectura de Ibaraki, Japón. Es famosa por su figura voluptuosa y senos enormes. Ella ha realizado varios DVD y photobooks, además de haber aparecido en varios programas de la televisión Japonesa. En enero de 2006, Yōko dejó su agencia de modelaje, pero a pesar de eso ella realizó dos nuevos DVD en junio de 2006.

## DVD lanzados
- Dulcet (2002)
- Spiritual (2002)
- Enrapture (2002)
- Violation (2002)
- Idol one: Melon (2003)
- Idol one: Suika (2003)
- Gekkan Yoko Matsugane (2003)
- Lolita Paradox (2004)
- Idol one: Fruit box (2004)
- Sweet Y (2004)
- Sweet Pie (2004)
- Nagomi (2004)
- Idol one: Tsuki no Kodo (2004)
- Idol one: Taiyo no Yakudo (2004)
- Yoko Matsugane Perfect Collection (marzo de 2005)
- Tentai DVD Box (June 2005)
- Yoko Matsugane Perfect Collection Vol.2 (junio de 2005)
- Idol one: 5 DVD-Box (2005)
- Shutaisei Densetsu I (2006)
- Shutaisei Densetsu II (2006)
- Body Scandal (2006)
- Chichishigure (2007)
- Ultimate (2007)
- Chichi Gurui (2007)
- Chichi Mamire (2007)
- Hojo (2007)
- Kindan (2007)
- Nakugeki Kyonyu Keiho Hatsurei (2008)
- Chichi Yure Zanmai (2008)
- Bakusho - Paishicho 24zi (2008)
- Tate Yure! Yoko Yure! Magnitude 95 (2009)
- Soul Bomb: Idol One (2009)
- Killer Body: Idol One (2009)
- Ryojo Aiyoku (2009)
- JAM (2010)
- BODY&SOUL BOX (2010)